# Marie Kroyer

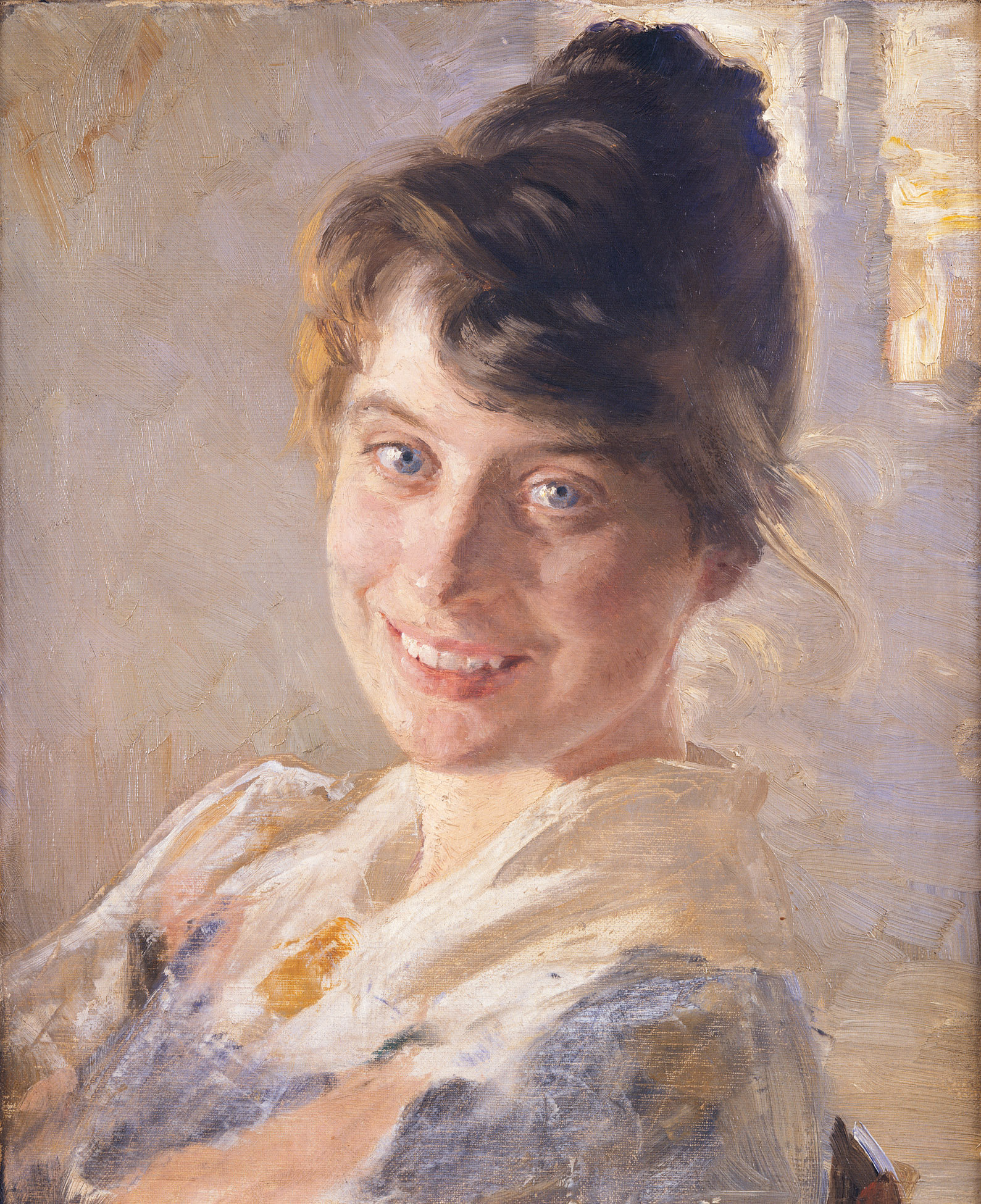
Marie Krøyer pintada por su marido, P. S. Krøyer (1890)

Marie Triepcke Krøyer Alfvén (11 de junio de 1867-25 de mayo de 1940), conocida como Marie Krøyery, de nacionalidad danesa, fue una artista plástica, diseñadora de interiores y mobiliario. Propulsó el ingreso de las mujeres a la escuela de arte. Es recordada principalmente como la esposa de P. S. Krøyer, uno de los miembros más exitosos de la colonia de artistas conocida como los Pintores de Skagen, que floreció a fines del siglo XIX en el lejano Norte de Jutland. Desde temprana edad, Marie aspiraba a convertirse en artista, y después de prepararse en forma privada en Copenhague, viajó a París a continuar sus estudios. Fue allí, a principios de 1889, donde conoció a Krøyer, quien inmediatamente se enamoró locamente de ella. A pesar de que él era 16 años mayor, la pareja se casó ese verano y en 1891 se establecieron en Skagen. Claramente inspirado en la belleza de Marie, Krøyer tuvo suficientes oportunidades de retratarla tanto en interiores como en exteriores, especialmente en la playa. La vida matrimonial se volvió difícil desde que Krøyer comenzó a atravesar períodos de enfermedad mental, hacia 1900. Marie inició una relación amorosa extraoficial con el compositor sueco Hugo Alfvén, quien también se vio cautivado por su belleza. Tuvieron un hijo juntos, entonces Marie se divorció de Krøyer y se mudó a Suiza con Alfvén. Se casaron en 1912, pero los problemas de pareja resultaron nuevamente en divorcio.
Marie fue reacia a pintar después de haber conocido a Krøyer, a quien consideraba un artista mucho más competente que ella. Y ella es más recordada como la protagonista de las pinturas famosas de Krøyer que por su propio trabajo, aunque varios de sus cuadros han cobrado un nuevo interés recientemente. Actualmente es también reconocida por sus significantes contribuciones al diseño y la arquitectura.

## Educación y primeros años

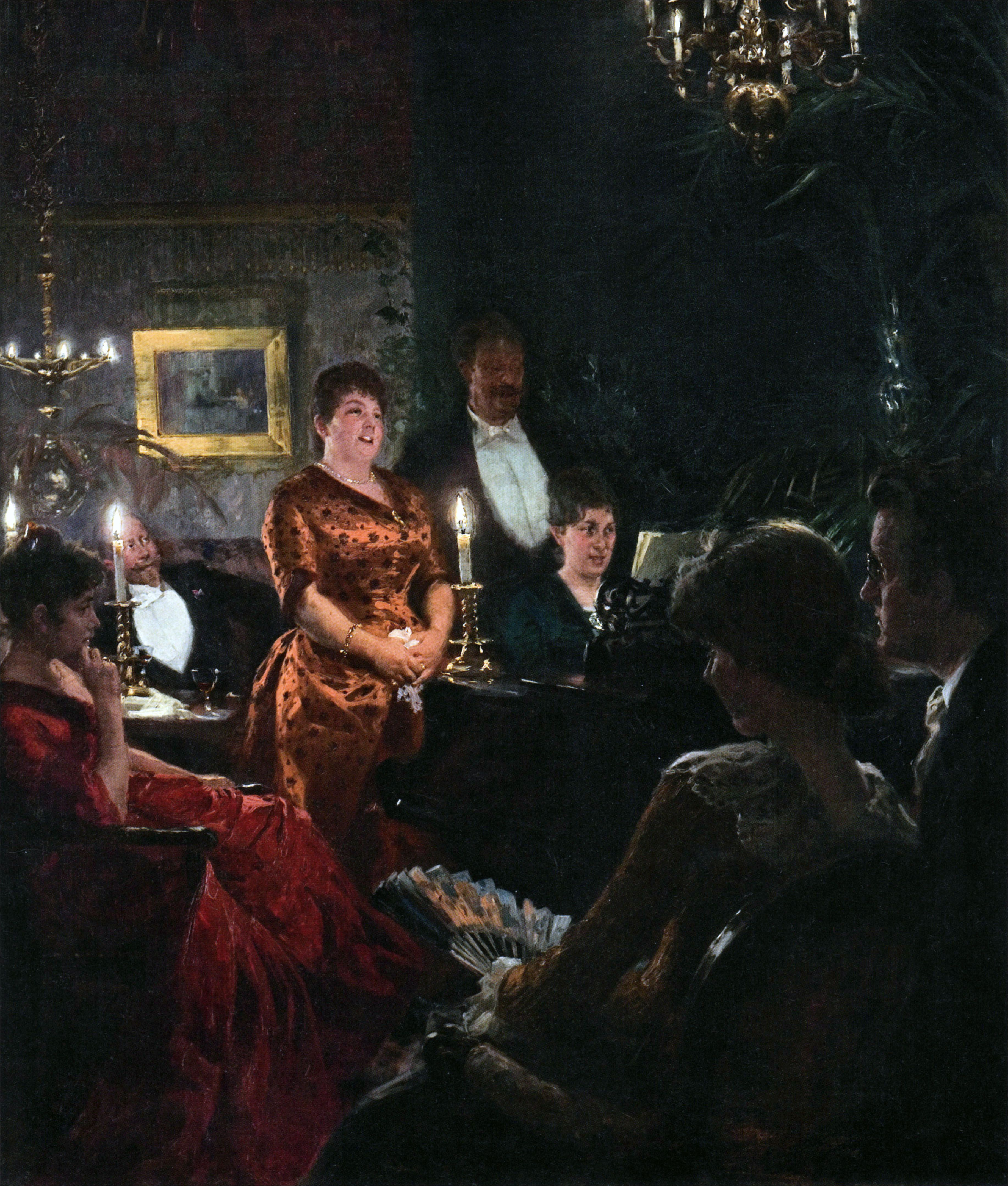
P. S. Krøyer, Un Dúo (1887). Marie (izquierda) aparece aquí, pero Krøyer parece no haber sido cautivado por ella hasta su encuentro en París.

Nacida en Frederiksberg, Dinamarca, hija de Max Triepcke, director técnico del J. H. Rubens Loomery, y su mujer Minna Augusta Kindler, quien había emigrado a Dinamarca desde Alemania en 1866. Disfrutó de una vida cómoda, de clase media creciente en el hogar de los Triepcke, junto con sus dos hermanos Wilhelm y Valdemar. Una compañera de escuela de la infancia, Ida Hirschsprung, puso en contacto a Marie con sus tíos, Heinrich y Pauline Hirschsprung. Heinrich Hirschsprung, era un prominente hombre de negocios que manejaba una exitosa fábrica de tabaco y también mecenas de artistas, mostró un temprano interés en la obra de P.S. Krøyer.
Desde temprana edad, Marie mostró un gran interés por el arte, aspirando convertirse en pintora. Era muy difícil en esos días para una mujer formarse como artista, pero ella era talentosa y contaba con el apoyo de sus padres. Estudió en forma privada con Carl Thomsen en los 1880s y fue asistida a lo largo de su camino por Bertha Wegmann, una destacada artista-retratista de la época para la que modeló a los dieciséis años de edad. Como no había escuelas públicas para artistas mujeres, Marie tuvo la idea de hacer más económica la formación privada, conformando un grupo de mujeres que estuvieran interesadas en ser artistas, alquilando un estudio y pidiendo a los mejores maestros de arte que fueran allí y les dieran consejos ocasionalmente. Entre los artistas que a veces pasaban por allí estuvieron Laurits Tuxen y Peder Severin Krøyer, líder de los pintores de Skagen y futuro marido de Marie, a pesar de que Krøyer era despectivo respecto a la escuela de "jóvenes pintoras". En junio de 1888, Marie se comprometió con Robert Hirschsprung, el hijo de Heinrich y Pauline, pero era propenso a caer en profundas depresiones y aparentemente rompió el compromiso muy poco tiempo después. En 1887, realizó su primera breve visita a Skagen, pero no hay registros de trabajos creados por ella en esa ocasión.
En diciembre de 1888, Marie fue a París donde, en la primavera de 1889, estudió codo con codo con Anna Ancher en el atelier de Pierre Puvis de Chavannes. Anna Ancher, una compañera danesa de Skagen, norte de Jutland, se convirtió en su amiga para toda la vida. Marie Krøyer también estudió en los ateliers de Gustave Courtois y Alfred Philippe Roll, donde descubrió el Impresionismo y el Naturalismo, que influirían fuertemente su propio estilo de pintura. Siempre interesada en luchar por mejores condiciones para las mujeres artistas, estuvo entre las primeras en exhibir en la Den Frie Udstilling (La Exposición Libre) en 1891, una alternativa a la Academia Charlottenborg, que no aceptaba trabajos de mujeres.
Marie también se hizo amiga de los pintores Harald Slott-Møller y su mujer Agnes Rambusch. Agnes contribuiría toda su vida a sostener y alentar las búsquedas artísticas de Marie. Otros amigos con los que mantuvo una exhaustiva correspondencia incluyen a Georg Brandes, crítico e investigador, a quien admiraba, y el poeta Sophus Schandorf y su mujer, quien trató a Marie como a una hija.

## Matrimonio con Krøyer

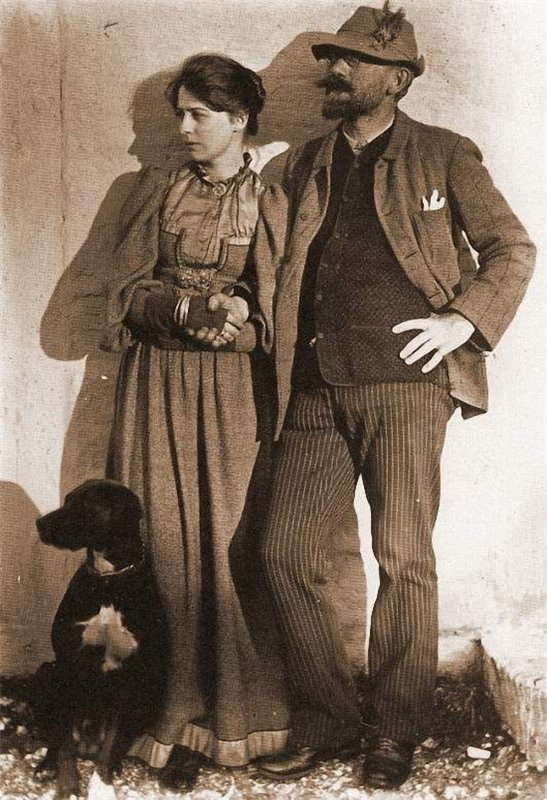
Marie con Peder Severin Krøyer y su perro, Rap, fotografiado en Skagen (1892)

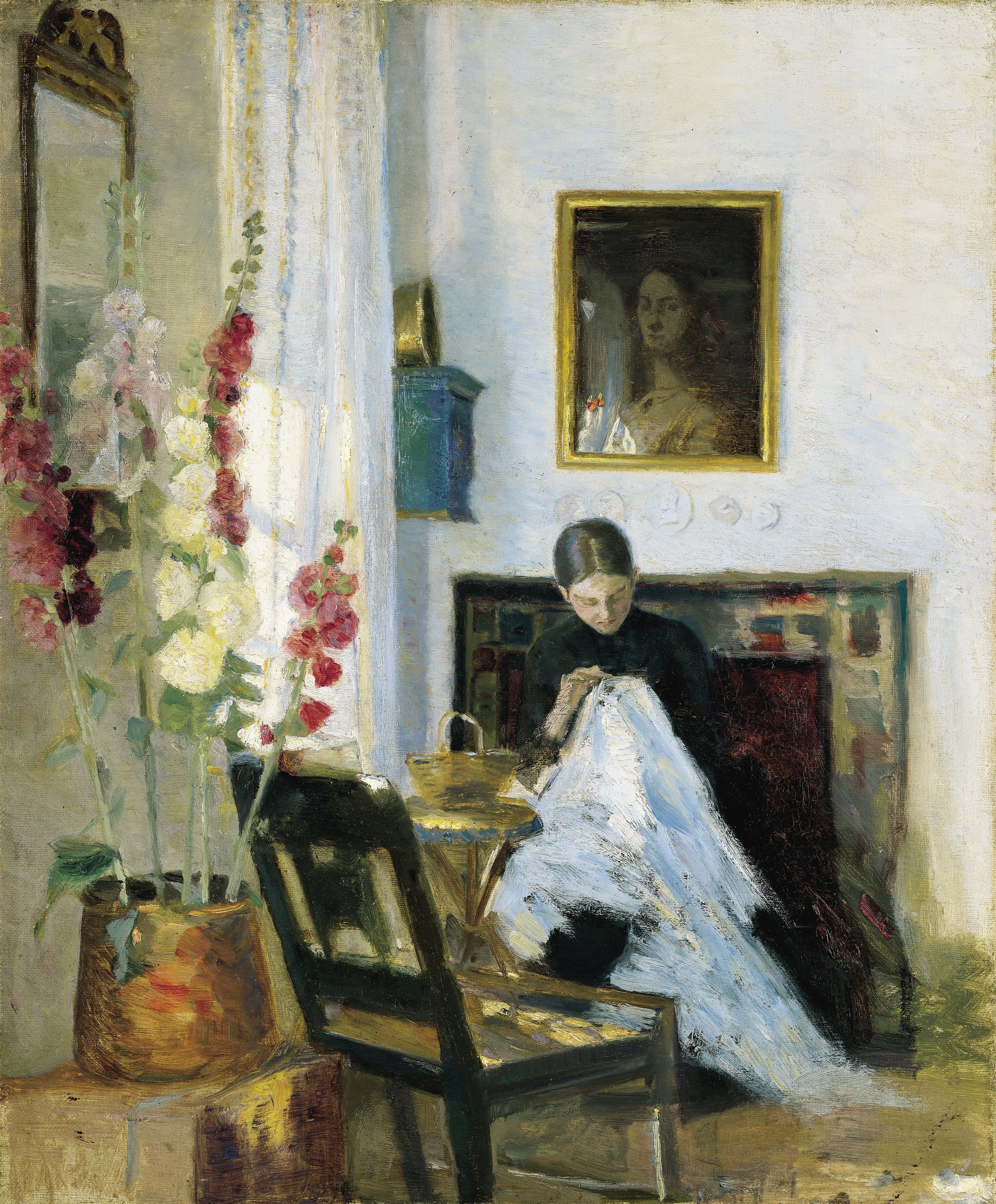
Marie Kroyer, Interior con Muchacha cosiendo. (sin fecha)

Poco después de haber llegado a París en diciembre de 1888, Marie se reencontró con P. S. Krøyer en el Café de la Régence, el favorito de muchos artistas daneses que vivían en esa ciudad a fines de 1880. Saludó a Krøyer, que pasaba por allí, reconociéndolo por sus ocasionales visitas a las "clases de mujeres" en Copenhague y las sesiones cuando modeló para la pintura "El dueto" (1887). Krøyer, que no la recordaba particularmente de Copenhague, de inmediato se enamoró locamente de ella. Después de su compromiso el 7 de mayo, contrajeron matrimonio el 23 de julio de 1889 en la casa de los Triepke en Augsburgo, Alemania. (Los Triepkes se habían visto forzados a volver a Alemania en 1888 debido a la pérdida de trabajo de su padre). Pasaron su luna de miel en Stenbjerg, un pueblo de pescadores en el noroeste de Jutland en la antigua isla de Thy, evitando la atención de los artistas en Skagen. Fue allí donde Krøyer pintó el primero de una larga serie de retratos de su mujer.
Viajaron por gran parte de Italia, visitando Amalfi y Ravello. Mientras estuvo allí, Marie contrajo fiebre tifoidea, lo que la desalentó para trabajar en sus pinturas, aunque un trabajo suyo que sobrevivió de ese viaje, es un estudio de una pequeña niña italiana. La pareja regresó a Dinamarca en diciembre de 1890. Después de periodos pasados en Copenhague y Hornbæk fueron a Skagen en mayo de 1891. Los siguientes años, pasaron los veranos en Skagen y los inviernos en Copenhague. En Skagen, primero se alojaron en el Brøndums Hotel, pero desde 1894 alquilaron una casa en Skagens Vesterby, y en 1895 se mudaron a una casa propia en Byfogedskoven. Los veranos que Krøyer pasó con su esposa en los 1890s fueron claramente una fuente de inspiración para él, especialmente porque Marie tenía un fuerte sentido de la belleza ella misma, a menudo citando a Keats' "la belleza es verdad, belleza de verdad".[9]
El matrimonio con Krøyer aparentemente disminuyó las ambiciones de Marie por forjarse un nombre propio como pintora. De hecho, sólo hay certeza de un trabajo que haya sido pintado por ella en Skagen. En cambio, se concentró en mejorar su casa de verano, diseñando varios muebles, tal y como hizo mientras pasaron sus inviernos en la casa de Bregensgade, en Copenhague.
Qué fue lo que exactamente desanimó a Marie a pintar no queda muy claro, pero hay poca evidencia de que haya recibido ánimo o aliento por parte de su marido. De su correspondencia, queda al descubierto que le faltaba confianza en sí misma y que tenía problemas de salud. También se evidencia que padeció depresión posparto después del nacimiento de su hija Vibeke en 1895. Muchos de sus amigos y socios la describieron como bastante introvertida, a menudo quejándose de dolores de cabeza y retirándose a dormir, quizás como resultado de sus problemas matrimoniales.
Mientras Vibeke era todavía una niña pequeña, la salud de Krøyer comenzó a deteriorarse atravesando episodios de enfermedad mental, haciendo el matrimonio cada vez más difícil. En 1900, ingresó en el hospital mental de Middelfart, siendo la primera de muchas y largas estancias. La pareja pasaba cada vez menos tiempo junta y a menudo viajaban solos. Fue durante una visita que Marie hizo a Taormina, Sicilia, en 1902, cuando conoció a Hugo Alfvén.
|                                  |
| Interior con Marie Krøyer (1889) |

|                                                                            |
| Tarde de verano en Skagen. La mujer del artista y perro en la costa (1892) |

|                                                         |
| Anna Ancher y Marie Krøyer en la playa de Skagen (1893) |

|              |
| Rosas (1893) |

|                                                                     |
| Tarde de verano en la playa Skagen - El artista y su esposa (1899). |

|                                                             |
| Víspera de fogata de mitad de verano en playa Skagen (1906) |

## La vida con Hugo Alfvén

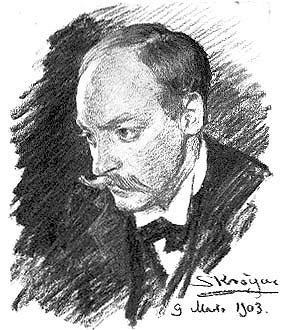
Hugo Alfvén bocetado por P. S. Krøyer En 1903

Mucho tiempo antes de conocer a Marie ya Hugo Alfvén había quedado impactado por su belleza reflejada en las pinturas de Krøyer. Después de ver sus retratos, afirmó: "nunca había visto una mujer más bonita y la gracia y elegancia de su figura me dejó absolutamente embrujado." Mientras estaba en Taormina con su hija Vibeke, Marie quiso que su amiga la cantante Anna Norrie fuera y se uniera a ella. Como Norrie estaba con Alfvén en Berlín, Marie los invitó a ambos. Alfvén, cinco años menor que ella, empezó a perseguirla inmediatamente y Marie enseguida sucumbió. Su relación era tan apasionada que inmediatamente después de su viaje a Italia, Marie fue a París y le pidió el divoricio a Krøyer. Krøyer se lo negó, creyendo que solo sería un capricho pasajero y le ordenó que volviera a Skagen. Krøyer estaba equivocado; la relación persistió y Marie nunca perdió una oportunidad de estar junto a Alfvén en Skagen, Copenhague o incluso en Suecia. Después de que quedara embarazada en 1905, Krøyer finalmente accedió a las demandas de divorcio, pero mantuvo la custodia de su hija Vibeke. La mayoría de los amigos de Krøyer rompieron su relación con ella, cuando escribió "cometí el inconcebible y ridículo acto de dejar a Krøyer - ese bueno, magnánimo y encantador hombre"; sólo Michael y Anna Ancher siguieron siendo sus amigos cercanos.

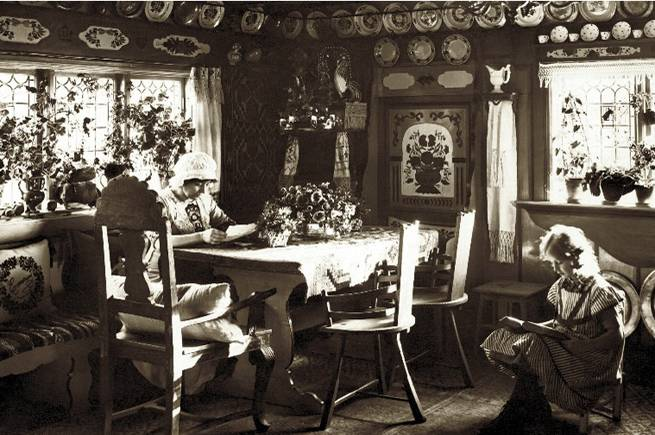
Marie Krøyer con Margita, Alfvéngaard, c. 1912

La segunda hija de Marie, Margita, nació en Copenhague en 1905. Marie pasó dos años allí criando a su hija hasta que se reunió con Alfvén en Suecia en 1907. Krøyer, cuya salud empeoró desde el divorcio, murió en Skagen en noviembre de 1909; Marie, ahora Marie Alfvén, regresó para el funeral a pesar de que se le pidió que no fuera.
Alfvén en primera instancia dudó en casarse con Marie, temiendo repercusiones en su carrera como director de coro. La boda finalmente se celebró el 30 de enero de 1912 en Uppsala, después de la cual la pareja se mudó a una casa nueva, "Alfvéngaard", en Tällberg. Construida enteramente bajo su diseño propio, Alfvéngaard puede ser considerada como la obra maestra de Marie Krøyer, especialmente porque también creó el mobiliario y los interiores. También diseñó una cantidad de pequeños y bonitos edificios en el estilo local alrededor del Estado.
Una vez más, Marie se convirtió en compañera de un matrimonio infeliz. Aún antes del casamiento, había descubierto las infidelidades de Alfvén con varias mujeres, pero siguió adelante con la boda por el bien de Margita. Alfvén se volvió crecientemente inestable, pidiendo el divorcio en 1928. Marie al principio se negó, pero después de dificultades más serias en su relación y de numerosas discusiones, la pareja finalmente se divorció en 1936. Alfvéngaard, el asunto más importante de la disputa, quedó para Margita, mientras Marie se mudó a Estocolmo donde vivió sola el resto de su vida.

## Pinturas

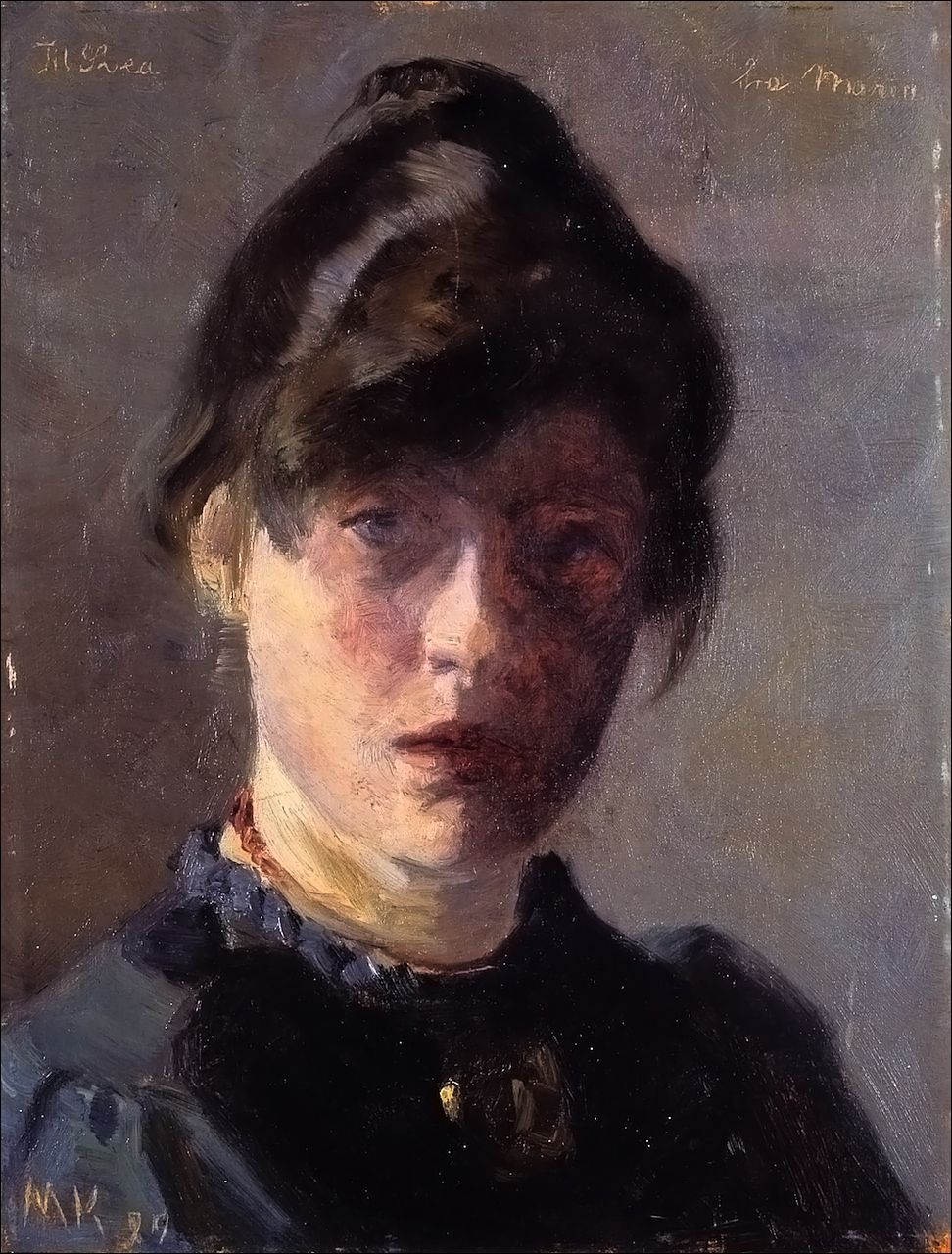
Marie Krøyer: Autorretrato (1889)

Mientras estuvo con Krøyer, Marie pintó poco; consideraba que su talento era inferior y se sintió frustrada por no poder comprometerse completamente con el arte dado que había aceptado que su rol era ser esposa y madre: "A veces creo que todo el esfuerzo es en vano, tenemos demasiado que superar...qué sentido tiene realmente que yo pinte, nunca, nunca alcanzaré nada realmente grande... Quiero creer en nuestra causa, a pesar de que a veces sea terriblemente difícil." Así describía Marie Triepcke su transitar por el mundo del arte. Una combinación entre las limitaciones impuestas a la mujer de fines del siglo XIX con una personalidad depresiva. Coherente con este sentir se autorretrató lúgubremente a pesar de su belleza. (Autorretratos impresionistas, 1889) 
Contrariamente, su amiga Anna Ancher disfrutó de una relación más positiva con su propio marido; no estaba preocupada por las tareas domésticas, y sus estilos artísticos y motivos eran tan diferentes que la comparación directa nunca fue un problema.
Sólo un pequeño número de las pinturas de Marie sobrevivieron, la mayoría en telas pequeñas; Lisa Svanholm cree que la ausencia de trabajos grandes es una evidencia más de la falta de confianza de Marie en su talento. De un interés particular son sus Autorretratos impresionistas (1889), en los que transmite una visión sombría de ella misma, enfatizada por las gruesas pinceladas y las sombras arrojadas sobre casi toda la pintura, y su última pintura conocida, el Mercado en un pueblo francés (Markedsplads i en fransk by) de 1898, una pequeña pieza impresionista que muestra su talento por completo.
A pesar de que Marie Krøyer fue reconocida por su belleza personal durante su vida, no fue hasta la muerte de su hija Vibeke en 1986 que su talento como artista fue revelado. Las pinturas que dejó Vibeke, ahora en el Museo de Skagen, mostraron que su madre fue una gran pintora que tuvo un potencial no desarrollado como para convertirse en una de las artistas principales de Skagen. Esto fue aún más evidenciado en 2002, gracias a la publicación del libro de Tonni Arnold Kunsten i Marie Krøyers liv (El arte en la vida de Marie Krøyer), cuando una exhibición de algunas de sus, hasta ese momento desconocidas obras, 40 pinturas y 20 bocetos, se realizó en el Kunstforeningen de Copenhague después de que el autor las hubiera rastreado en Suecia. Arnold comentó: "es bastante claro que intentó tener éxito como pintora pero las circunstancias estuvieron en su contra. Después de que Krøyer se vio afectado por sus problemas de salud mental, Marie se rindió... Pero ahora sabemos que por largos periodos ella luchó seriamente por ser artista, que hizo su propio recorrido y que algo salió de todo aquello."
Varios trabajos de Marie Krøyer están en la colección del Museo de Skagen.

## Talentos decorativos
Marie Krøyer se inspiró en el diseñador escocés Charles Rennie Mackintosh para diseñar mobiliario. Cuando ella y su marido se mudaron a la casa de funcionario municipal en la ciudad de Skagen Vesterby en 1895, diseñó el mobiliario y los interiores, tal y como hizo cuando adquirieron la casa de Copenhague en Bergensgade. Algunos de sus muebles están ahora en el Museo Nacional de Dinamarca. Como estaba suscrita a la revista El Estudio, también podía seguir los proyectos de William Morris y Edward Burne-Jones, quienes eran miembros del movimiento Arts & Crafts. Sus intereses iban desde chimeneas y telas tejidas hasta accesorios de cocina y paneles para pared, inspirando al arquitecto de Skagen Ulrik Plesner que tuvo en cuenta sus proyectos para su propio trabajo.
Fue también la arquitecta detrás de Alfvénsgaard, la casa que ella y Alfvén compartieron en Tällberg, Suecia. En 1905, después de que Krøyer finalmente le diera el divorcio, se mudó a Dalarna en Suecia donde Alfvén había comprado un gran terreno junto al Lago Siljan. Reaccionando en contra de la industrialización, los intelectuales suecos que apoyaban la naturaleza y las antiguas tradiciones constructivas se habían mudado a esa región. Marie planificó su nueva casa, Alfvénsgaard, combinando tradiciones constructivas suecas locales con interiores en estilo Art Nouveau a la vez que tomaba en cuenta las habilidades artesanales danesas. Los artesanos locales siguieron sus órdenes a pesar de no estar acostumbrados a recibirlas por parte de una mujer.

## Muerte
Marie Krøyer murió de cáncer en Estocolmo, el 25 de mayo de 1940 y está enterrada en el cementerio Leksand en Suecia central, no lejos de Alfvéngaard. Sus dos hijas, Vibeke y Margita, están enterradas a su lado. La tumba de Hugo Alfvén se encuentra también cerca, sin embargo Krøyer está enterrado en Skagen.